# Der jüdische Krieg (Roman)
Der jüdische Krieg ist ein historischer Roman des Schriftstellers Lion Feuchtwanger. Das Buch erschien 1932 und ist der erste Teil der Josephus-Trilogie, welche das Leben des jüdischen Geschichtsschreibers Flavius Josephus erzählt.

## Inhalt

### Erstes Buch: Rom
Josef Ben Matthias, „junge[r] Literat und Staatsmann“, kommt, drei Monate nach dem großen Brand der Stadt, von seiner Heimat Judäa aus, nach Rom. Hier soll er sich am kaiserlichen Hof für eine Begnadigung dreier Mitglieder des großen Rats von Jerusalem einsetzen, welche zu Unrecht zu Zwangsarbeit verurteilt wurden, beschuldigt, Unruhen gegen die römische Regierung angeführt zu haben.
Josef ist jung, eifrig und selbstbewusst. Er sieht den Fall als das perfekte Sprungbrett für seine Karriere an, „als die ersehnte, große Gelegenheit, sich auszuzeichnen“. Bei einem Abendessen im Hause seines Gastgebers Cajus Barzaarone, an welchem auch der einflussreiche Geschäftsmann Claudius Regin teilnimmt, nutzt Josef die Chance, für seine drei Unschuldigen zu sprechen. Doch Regin verwehrt ihm seine Unterstützung, da die drei Gelehrten Wortführer der radikalen jüdisch-nationalistischen „Rächer Israels“ sind, deren Kriegstreiberei er ablehnt. Ein weiterer Gast, Justus von Tiberias, welcher sich im weiteren Verlauf des Romans zu einer Art Freund und gleichzeitig zum erbitterten Konkurrenten Josefs entwickelt, gibt dem aufstrebenden jungen Mann den Tipp, sich an den Schauspieler Demetrius Liban zu wenden. So nimmt er Josef ein paar Tage später mit ins Theater und macht die beiden miteinander bekannt. Josef gelingt es im Folgenden, Demetrius Liban für seinen Auftrag zu interessieren. Schon bald fahren sie gemeinsam nach Tibur, wo die drei Gefangenen in einer Ziegelei ihre Zwangsarbeit ableisten müssen. Der Schauspieler ist von dem Schicksal der drei Unschuldigen und ihrem erbärmlichen Zustand tief berührt und arrangiert ein Treffen mit der Kaiserin Poppäa (siehe: Poppaea Sabina). Josef trägt ihr seinen Fall vor. Zunächst nimmt die Kaiserin ihn nicht ganz ernst, doch schließlich verspricht sie, die drei Unschuldigen begnadigen zu lassen, wenn Josef Demetrius Liban davon überzeugt, den Juden Apella auf die Bühne zu bringen (der Jude Apella ist eine Figur des Juden, wie ihn der römische Volkswitz sieht).
Da sich der Schauspieler eigentlich schon dazu entschlossen hat, das Stück zu spielen, werden die drei Gefangenen bald freigelassen, was Josef eine große Popularität in Rom verschafft. Doch sein Erfolg wird durch eine Initiative des Ministers Talaß getrübt. Dieser ist Antisemit und bestätigt die Freilassung der drei Gefangenen nur, weil sie ihm den Weg für ein verhängnisvolles Unternehmen ebnet: die Änderung des Wahlstatuts in Cäsarea. Anstatt des existierenden Wahlrechts nach Besitz soll ein allgemeines Wahlrecht eingeführt werden. Das alte Wahlrecht jedoch begünstigt die Juden, denn viele von ihnen sind vermögend, haben deshalb eine herausgehobene politische Stellung inne und können für die Juden günstige Entscheidungen treffen. Die Majorität der Bevölkerung aber setzt sich aus Römern und Griechen zusammen, welche von diesem politischen System nicht profitieren. Der Zeitpunkt, die Rechte der Juden zu beschneiden, ist für Talaß deshalb so günstig, weil die Bevölkerung Roms jetzt der Meinung ist, es werde schon genug für die Juden getan, da die drei zu Unrecht verurteilten jüdischen Gelehrten begnadigt worden sind. Als die Kaiserin Poppäa kurz darauf stirbt, ist der Weg für das Edikt schließlich frei. Josef erfährt durch Justus von dem Plan des Ministers. Er möchte ihm zunächst keinen Glauben schenken, hält aber die Spannung, ob das Edikt tatsächlich in Kraft treten wird, nicht aus und kehrt deshalb nach Judäa zurück.

### Zweites Buch: Galiläa
Nach Bekanntwerden der Änderung des Wahlstatuts kommt es zu Zusammenstößen zwischen Juden und Griechen beziehungsweise Römern in Cäsarea und teilweise bewaffneten Aufständen der Juden in Judäa. Viele Juden, welche zuvor gemäßigten pro-jüdischen Strömungen angehörten, wenden sich nun den radikalen Rächern Israels zu. So gibt es viele Tote und Gefangene auf beiden Seiten, woraufhin der Ausnahmezustand in der Provinz ausgerufen wird. Um die Situation zu entschärfen, wenden sich die Anführer der liberalen jüdischen Parteien an den König Agrippa und bitten ihn darum, zwischen den Aufständischen und der römischen Zentralregierung zu vermitteln, um einen möglichen Krieg zu verhindern. Der König versucht, die Aufständischen von einer Erhebung gegen das römische Protektorat abzubringen, doch seine Rede bleibt ohne Sinn. Erst lehnt der Chef der Tempelverwaltung in Jerusalem das traditionelle, römische Opfer für JHWH ab. Danach erhebt sich auch die jüdische Bevölkerung Jerusalems, man steckt Gebäude in Brand und tötet wehrlose Zivilisten, deshalb kommt es in anderen Städten zu Judenpogromen. Daraufhin greifen die römischen Truppen ein. Sie ziehen in Judäa ein, plündern und brandschatzen. Doch sie schaffen es nicht, Jerusalem zu erobern: wie durch ein Wunder hält sich die Stadt, und die römischen Truppen ziehen sich zurück. Nachdem dies geschehen ist, entsendet der große Rat von Jerusalem Volkskommissare in die verschiedenen Provinzen des Landes und Josef Ben Matthias wird, zusammen mit dem alten Doktor Jannai, überraschend nach Galiläa (der Hauptsitz der Rächer Israels) geschickt.
Schon kurz nach seiner Ankunft setzt Josef es sich zum Ziel, das Vertrauen der ansässigen Bevölkerung zu gewinnen. Er wählt Magdala zum Hauptquartier, in der Nähe liegt Tiberias. Diese Stadt untersteht dem König Agrippa und Justus von Tiberias (Josefs Rivale) ist als ihr Gouverneur eingesetzt. Die Bevölkerung von Tiberias ist arm, unzufrieden und dem römischen Protektorat feindlich gesinnt. Wortführer der Bewegung sind Sapita aus Tiberias und Johann von Gischala. Ersterer wendet sich an Josef, welcher diese Gelegenheit, Justus’ Macht untergraben zu können, gern nutzt. Sie treffen ein illegales Abkommen: die Anhänger des Sapita können aus Tiberias in Josefs Gebiet flüchten und werden dort nicht strafrechtlich verfolgt, dafür bekommt Josef Gelder für seinen Kriegsfonds. Justus erfährt davon, bestellt Josef und Doktor Jannai zu sich, und die Vereinbarung fliegt auf. Nun droht dem jungen, ehrgeizigen Josef eine Abberufung. Daraufhin tut er sich mit Johann von Gischala zusammen und trifft auch mit ihm eine Abmachung: Josef gibt seine Zustimmung dafür, dass das Getreide des Königs Agrippa konfisziert wird, dafür unterstellt ihm der Rebellenführer seine Wehrverbände. Da die Gruppen des Sapita und des Johann von Gischala Anstoß am königlichen Palast des Agrippa nehmen, fordert Josef Justus auf, diesen niederzureißen. Da Justus dieses verweigert, wird der Palast kurz darauf von den Rebellen gestürmt, zerstört und geplündert. Diese Tat macht alle Versuche einer friedlichen Lösung des Konfliktes mit Rom zunichte. Es kommt zum Krieg. Rom fasst, nicht zuletzt durch den Minister Talaß dazu angeregt, den Entschluss, nun mit voller Härte gegen die aufrührerische Provinz durchzugreifen. Der Kaiser Nero bestimmt den Senator Mucian und den bisher erfolglosen General Vespasian zu Anführern der römischen Truppen. Josef verschanzt sich mit den Truppen der Rebellen in der Festungsstadt Jotapata und beschließt, der Belagerung durch die römischen Truppen sieben Wochen, bis zum ersten Juli, standzuhalten, da es für die Römer zu diesem Zeitpunkt bereits zu spät sei, vor Jerusalem zu ziehen. Das Wasser in der Festungsstadt wird knapp, und die Lage scheint aussichtslos, trotzdem gelingt es Josef, die Festung bis zum ersten Juli zu halten. Er selbst wird gefangen genommen und vor Vespasian geführt. Ihm wird klar, dass der General gar nicht vor Jerusalem ziehen will, da er seine gut trainierten Truppen behalten möchte. Im Folgenden macht sich Josef das Gerücht von der baldigen Ankunft des Messias zunutze und prophezeit Vespasian, er sei dieser ersehnte Messias. Vespasian missfällt es nicht, als solcher zu gelten, und so wird Josef nicht gekreuzigt, sondern wird zum Leibeigenen des Generals. Ferner verzichtet Vespasian darauf, vor Jerusalem zu ziehen.

### Drittes Buch: Cäsarea
Josef Ben Matthias geht es als Leibeigenem des Generals Vespasian relativ gut. Er fungiert als Ratgeber in Fragen der jüdischen Gebräuche und müht sich, seine Position für die Juden Galiläas zu nutzen. Trotzdem gilt er ihnen als „feiger Überläufer“ und wird von vielen gehasst. Die Makkabi-Rebellen, welche in Jerusalem eine Schreckensherrschaft errichtet haben, infolge derer es sogar zum Bürgerkrieg kommt, verhängen den Großen Bann gegen Josef. Dieser wird so zum Geächteten unter den eigenen Leuten.
General Mucian will Vespasian doch noch dazu bringen, vor Jerusalem zu ziehen, doch dieser überzeugt ihn stattdessen davon, ihre Legionen miteinander zu verschmelzen, um die eigene Macht zu sichern. Kurz darauf ersteigert Vespasian für sich die jüdische Kriegsgefangene Mara und macht sich im Folgenden einen Spaß daraus, sie mit Josef (zwangs-)zu verheiraten. Josef fügt sich zähneknirschend, um die Gunst des Generals nicht zu verlieren, doch ist es für ihn eine unverzeihliche Sünde und große Schande, ein Mädchen zu heiraten, „das durch Kriegsgefangenschaft und die Buhlerei mit dem Römer zur Hure geworden [ist]“. In der Zwischenzeit hat sich Kaiser Nero selbst getötet, woraufhin die Macht nun in den Händen der Führer der Armeen liegt. Es folgen mehrere Kaiser, welche jedoch alle kurz nach ihrem Amtsantritt versterben oder von den Militärs gestürzt werden. Der General Mucian erkennt als Erster, dass es in dieser Situation am besten wäre, Vespasian zum Kaiser zu machen, da die römischen Truppen voll hinter ihm stehen: „Die Armee macht den Kaiser, die Armee schwört auf Vespasian“. Doch der General hält sich aus taktischen Gründen zurück. Er will kein Kaiser der Soldaten sein, sondern durch eine gesetzliche Bestätigung in das Amt erhoben werden, was jedoch unmöglich ist. Josef soll Vespasian davon überzeugen, illegal Kaiser zu werden, doch dieser lehnt weiterhin ab. Er lässt jedoch durchblicken, dass er dem äußersten Zwang weichen würde. Am nächsten Morgen wird Vespasian „gezwungen“, das Amt des Kaisers zu übernehmen. Infolgedessen macht er Josef zu einem freien Mann und erlaubt ihm, zukünftig den römischen Namen Flavius Josephus zu tragen.

### Viertes Buch: Alexandrien
Nachdem Josef wieder ein freier Mann geworden ist, geht er nach Alexandria. Die Juden dort sind aufgeschlossen und dem römischen Protektorat friedlich gesinnt. Aus diesem Grunde nehmen sie Josef freundlich auf und achten ihn; sie wissen, welchen Anteil er an der Ernennung Vespasians zum Kaiser hat. Jetzt kommt es auch zum Abschluss einer inneren Entwicklung des Josef, welche schon im Dritten Buch begann. Er distanziert sich zunehmend von seinen radikalen Ansichten und entwickelt das Ideal eines Weltbürgertums: die Verschmelzung von Juden- und Griechentum. „Er war der erste Mensch, eine solche Weltanschauung beispielhaft vorzuleben. Er war eine neue Art Mensch, nicht mehr Jude, nicht Grieche, nicht Römer: ein Bürger des ganzen Erdkreises, soweit er gesittet war.“ Josef ist nicht länger der ehrgeizige, kompromisslose Politiker, welcher er am Anfang des Romans war, sondern ein Schriftsteller und Weltbürger: „So machte sich Josef aus einem Bürger Judäas zum Bürger der Welt und aus dem Priester Josef Ben Matthias zum Schriftsteller Flavius Josephus.“ An dieser Einstellung nehmen sowohl Römer als auch Juden Anstoß, insbesondere an Josefs Psalm des Weltbürgers. Auf Druck einiger Makkabi-Leute wird Josef sogar aus der Synagoge ausgewiesen, was seinen Ausschluss aus der jüdischen Gemeinschaft zunächst besiegelt.
Bei einem Fest auf der Insel Pharrus lernt er die Tochter des Malers Fabull, Dorion, kennen. Die Schmach der Ehe mit Mara lässt ihn nicht los und so entscheidet sich Josef dafür, die Strafe der vierzig Schläge auf sich zu nehmen, da dies der einzige Weg ist, die Vergebung seiner Sünde zu erlangen und sich von Mara scheiden zu können. Dies bringt ihm von neuem die Achtung der Juden ein. Doch kurz darauf verliert Josef diese Anerkennung erneut, denn er hat sich in Dorion verliebt und möchte sie heiraten, obwohl sie Ägypterin ist. Dorion erklärt sich bereit, ihn zum Mann zu nehmen und, rein formal, zum Judentum überzutreten, wenn es Josef gelingt, binnen zehn Tagen das römische Bürgerrecht zu erhalten. Der Kaiser Vespasian billigt es Josef für 150.000 Sisterzien zu. Da der junge Mann diese große Summe Geldes nicht besitzt, bittet er Claudius Regin um Hilfe. Dieser gibt ihm das Geld unter der Voraussetzung, dass Josef sein geplantes Buch über die Ereignisse des Krieges in Judäa in Regins Verlag veröffentlicht. Daraufhin findet die Hochzeit statt, doch das Eheglück hält nicht lange an, denn Vespasian hat seinen Sohn Titus damit beauftragt, den Aufruhr in Judäa durch die Eroberung Jerusalems endgültig zu beenden. Josef hat die Wahl, entweder mit Vespasian und seiner Frau nach Rom oder im Gefolge des Titus nach Jerusalem zu gehen. Er möchte die Geschichte des jüdischen Krieges vom Anfang bis zum Ende hautnah miterleben, um sie wahrheitsgetreu aufschreiben zu können und um als Mittler zwischen Römern und Juden zu fungieren. So entscheidet sich Josef dafür, am Feldzug teilzunehmen.

### Fünftes Buch: Jerusalem
Die Legionen des Titus beginnen mit der Belagerung Jerusalems zu genau jener Zeit, als sehr viele Pilger zum Passah-Fest in die Stadt kommen. Für Josef ist der Kampf zwischen römischen Truppen und jüdischen Aufständischen nur schwer zu ertragen, denn eine innere Zerrissenheit plagt ihn. „Sein Hirn gehört denen, in deren Mitte er ist. Aber sein Herz ist bei den anderen [...]“. Die beiden Rebellenführer Simon Bar Giora und Johann von Gischala, welche sich bisher im Bürgerkrieg bekämpften, verbünden sich von neuem. Doch dies bleibt ohne große Wirkung, denn langsam dringen die Römer immer weiter in die Stadt vor, bis sie schließlich vor der Mauer des Tempelbezirkes stehen. Trotzdem bemüht sich Titus immer wieder um Friedensverhandlungen, welche jedoch von den Rebellen abgelehnt werden. Der Grund für Titus’ Bemühungen ist die jüdische Prinzessin Berenike, in welche er sich unsterblich verliebt hat. Ihr größtes Anliegen ist es, den jüdischen Tempel zu erhalten, deshalb widerstrebt es Titus, den Tempelbezirk einfach stürmen zu lassen. Inzwischen ist im belagerten Jerusalem eine Hungersnot ausgebrochen, darum zwingen die Rebellenführer die Priester des Tempels, ihnen Opferlämmer, Brot, Wein und Öl aus dem Heiligtum zu geben. Die entscheidende Schlacht rückt immer näher und ein letztes Mal bemüht man sich auf römischer Seite um einen Kompromiss. Josef soll als Mittler fungieren, wird jedoch von den Rebellen verhöhnt, indem sie ein Schwein auf ihn loslassen. Er wird daraufhin von Juden und Römern ausgelacht. „In diesen Augenblicken, die lang waren wie Jahre, büßte Josef allen Hochmut seines Lebens [...] Eine große Kälte fiel ihn an, alles war von ihm abgeblättert, Schmerz und Hochmut. Er gehörte nicht zu den Römern und nicht zu den Juden, die Erde war wüst und leer, wie vor der Schöpfung, er war allein, um ihn war nichts als Hohn und Gelächter.“ Mit Ausschlagen des letzten Friedensangebotes haben sich die Rebellen die Chance auf einen friedlichen Ausgang des Konfliktes verscherzt.
Um nicht allein entscheiden zu müssen, was mit dem jüdischen Tempel geschehen soll, beruft Titus einen Kriegsrat ein, doch die Meinungen sind geteilt. Die römischen Truppen lechzen geradezu nach einer Zerstörung des Tempels, die langen Wochen des Wartens waren zermürbend. Außerdem erwartet Titus in diesem Fall ein großer Triumph in Rom. Aus Liebe zu Berenike entscheidet sich Titus trotzdem dafür, den Tempel zu schonen. Der Hauptmann der fünften Legion, Pedan, nimmt den entsprechenden Befehl entgegen. Er „hat einen großen Hass: die Juden“ und will ihr Heiligtum unbedingt zerstört sehen. Aus diesem Grunde legt er den Befehl anders aus als er gemeint ist. Bei Aufräumarbeiten am Tempel zündet er das Bauwerk zunächst an und stürmt es anschließend mit seiner Legion. Er erhält kurz darauf Verstärkung, Soldaten zerstören und plündern das jüdische Heiligtum, es brennt vollständig aus. Pedan kommt deshalb vor ein Kriegsgericht, da er jedoch der Liebling der Armee ist, geschieht ihm nichts. Josef löst im Folgenden ein Versprechen des Titus ein, 77 Gefangene freizulassen und 70 Schriftrollen zu bergen. Josef macht sich auf die Suche nach Justus von Tiberias und findet ihn schließlich, schon ans Kreuz genagelt. Nachdem Justus außer Lebensgefahr ist, kehrt Josef nach Rom zurück. Auch die Prinzessin Berenike entschließt sich, Titus zu begleiten, auch wenn er den Tempel nicht geschont hat. Josef trifft Dorion, doch haben die Ereignisse in Jerusalem einen anderen Menschen aus ihm gemacht, und er kann nicht mehr mit ihr zusammenleben. Für die Juden in Rom ist er ein Verräter und Erzfeind, trotz seiner Rolle als Mittler im Krieg. Titus will Berenike heiraten, und sein Vater schlägt ihm vor, dass sie entweder dem kaiserlichen Triumphzug beiwohnen oder Italien verlassen soll. Titus lässt sich darauf ein, doch als er Berenike den Vorschlag unterbreitet, verlässt sie ihn für immer. Um sein Buch wahrheitsgetreu verfassen zu können, zwingt Josef sich dazu, den römischen Triumphzug anzusehen. Es ist eine große Qual und ihm wird klar: „[Sein Buch] wird verkannt werden, von den Römern und von den Juden. Es wird lange dauern, bis es verstanden wird. Aber eine Zeit wird sein, da wird es verstanden.“
Der erste Teil der Josephus-Trilogie endet, als Josef mit der Arbeit an seinem Buch De bello Iudaico (dt.: Die Geschichte des jüdischen Krieges) beginnt; „den Heutigen zur Erinnerung, den Späteren zur Warnung“.

## Historischer Hintergrund

### Der Aufstand in Judäa 66 n. Chr. bis 70 n. Chr.
Der Roman bezieht sich auf den jüdischen Aufstand in der Römischen Provinz Judäa. Dieser entflammt 66 n. Chr. aufgrund zu hoher Steuerbelastungen. Steuern zahlt die Bevölkerung einer Provinz zum Dank für Frieden, Schutz und Freiheit, welche das römische Protektorat bietet. Doch die Steuern, welche die Bewohner Judäas zu entrichten haben gleichen eher einer Ausbeutung und führen außerdem zur Spaltung der jüdischen Gesellschaft, da die Oberschicht von den hohen Steuerabgaben der Ärmeren profitiert und deshalb gern mit dem Protektorat zusammenarbeitet. Auch das Unverständnis der Römer gegenüber der jüdischen Religion, welches sich in Provokationen wie dem Aufstellen von Götzenbildern im Tempel äußert und das strikte Beharren der Juden auf ihre Tradition, sowie ihre Weigerung, den Kaiser als Gott zu verehren, führt zu Spannungen. In diesem Sinne zeigt der Aufstand auch die Problematik der Verwaltung der zahlreichen römischen Provinzen. Schon seit der Eroberung Judäas durch die Römer (63 n. Chr.) bestehen diese Spannungen, doch sie nehmen im Laufe der Jahre immer weiter zu und so gleicht Judäa 66 n. Chr. einem Pulverfass. Als Kaiser Nero ankündigt, den jüdischen Tempelschatz plündern zu lassen, brechen Tumulte aus, angeheizt von jüdischen Radikalen und Nationalisten, wie zum Beispiel den Zeloten. Daraufhin schickt der Prokurator Judäas, Gessius Florus, Truppen nach Jerusalem. Es kommt zu Massakern an Juden. Die gemäßigte jüdische Oberschicht steht zwischen den Fronten, versucht zu vermitteln, doch als die Massaker anhalten, findet ein Umschwung in der jüdischen Bevölkerung statt.
Sie wendet sich nun den radikalen Rebellen zu und leistet bewaffneten Widerstand, welcher schließlich erfolgreich ist. Die Truppen des Gessius Florus werden zunächst vertrieben und jüdische Rebellen übernehmen die Kontrolle. Daraufhin kommt es zum Einsatz römischer Legionen, dieser bleibt jedoch erfolglos und sie ziehen sich zurück. Von diesem Punkt an entwickelt sich der Aufstand in der Provinz zum Krieg mit der Supermacht Rom, der größten Militäraktion gegen die Bevölkerung einer Provinz in der römischen Geschichte. Danach erfolgt auch eine Zusammenarbeit zwischen jüdischer Oberschicht und Rebellen. Man entsendet Kommandanten in die einzelnen Teile Judäas, einer von ihnen ist Josef ben Matthias. In Rom erhält Vespasian den Oberbefehl über die Truppen, um den Aufstand niederzuschlagen. Er hat den Plan, zunächst die Gegenden um Jerusalem zu erobern, da die Stadt selbst als uneinnehmbar gilt. Wie in Feuchtwangers Roman, erklärt Josef ben Matthias Jotapata zur Festung, welche die Römer (wie Josef voraussagt) 47 Tage lang belagern. Auch, dass sich der junge Mann danach zwei Tage in einer Höhle versteckt, in welcher die Insassen bei ihrer Entdeckung kollektiven Selbstmord begehen, dem Josef auf wundersame Weise entgehen kann, ist wahr. Ob mit gezinkten Würfeln, oder mittels angewandter Mathematik (danach ist heute das Josephus-Problem benannt), ist nicht geklärt. Jerusalem fällt derweil in die Hände rivalisierender, nationalistischer Rebellengruppen, es kommt zum Bürgerkrieg. Vespasian erobert alle Widerstandsnester Judäas. Die Offensive gegen Jerusalem wird jedoch aufgrund des Selbstmordes Neros eingestellt. Der Tod des Kaisers stürzt das Römische Reich in eine tiefe Krise (siehe: Das Vierkaiserjahr und die Gründung der flavischen Dynastie). Nachdem Vespasian Kaiser geworden ist, betraut er seinen Sohn Titus damit, den Aufstand in Judäa endgültig niederzuschlagen. Die Legionen des Titus beginnen im März 70 n. Chr. mit der Belagerung Jerusalems und unterbreiten den Rebellen die Vorteile einer Kapitulation. Diese wollen jedoch um jeden Preis ausharren, doch werden ihre Vorräte knapp, viele Menschen in Jerusalem verhungern. Titus lehnt einen Großangriff zunächst ab, denn trotz des unermüdlichen Guerillakrieges der Rebellen, dringen die Römer immer weiter in das Stadtinnere vor, bis sie schließlich vor der Mauer des Tempelkomplexes stehen. Titus beschließt, den Tempel aufgrund seiner architektonischen Bedeutung zu schonen. Doch römische Legionäre dringen in den Tempelkomplex ein, lassen ihrem Hass freien Lauf und zünden das jüdische Heiligtum an. Titus will die Flammen löschen lassen, doch kein Soldat gehorcht seinem Befehl. Man plündert den Tempelschatz und erbeutet so viel Gold, dass der Preis dessen in Syrien um die Hälfte fällt. Da sich die jüdischen Rebellen trotzdem nicht ergeben wollen, machen die Römer Jerusalem nach einem halben Jahr Belagerung dem Erdboden gleich. In Rom wird daraufhin ein pompöser Triumph gefeiert und Vespasian nutzt die Gewinne des Krieges in Judäa zur Finanzierung des Kolosseums. Jerusalem dagegen bleibt die nächsten 60 Jahre lang unbewohnbar.

### Das Vierkaiserjahr und die Gründung der flavischen Dynastie
Nachdem Kaiser Nero, unter anderem, weil es ihm nicht gelungen war, den Aufstand in Judäa niederzuschlagen, in Ungnade gefallen und vom Römischen Senat zum Staatsfeind erklärt worden war, wählte er den Freitod. Mit ihm war der letzte Angehörige der Julier verstorben, da Nero keinen Thronfolger hinterlassen hatte. Formal musste der Kaiser von Senat und Volk Roms anerkannt werden, um legal regieren zu können. Doch wurde nun zum ersten Mal deutlich, welche Macht vor allem das Militär besaß (dies macht Feuchtwanger in seinem Roman sehr deutlich). Zunächst wurde Galba, ein erfolgreicher Heerführer, vom Senat als Kaiser anerkannt. Er brachte jedoch die Soldaten gegen sich auf, als er ihnen das traditionelle Geldgeschenk verweigerte. Er wurde daraufhin von der Prätorianergarde Othos, welche diesen auch zum Kaiser ausrief, 69 n. Chr. ermordet. Othos Macht endete aber an den Stadtgrenzen Roms. Deshalb erklärte ihn die Rheinlegion für abgesetzt. Es kam zum Kampf beider Truppen, woraufhin Otho eine Niederlage erlitt und sich umbrachte. Nun wurde Vitellius vom Senat als Kaiser anerkannt, doch hiergegen rebellierten die Legionen des Ostens. Sie riefen am 1. Juli 69 n. Chr. Vespasian (auch wenn er keiner wichtigen Adelsfamilie angehörte) zum Kaiser aus. Die Heere der Donauprovinzen schlossen sich an. Trotzdem entbrannte ein blutiger Kampf, aus welchem Vespasian als Sieger hervorging. Aufgrund des gewalttätigen Amtsantrittes war die Bevölkerung Roms gegenüber ihrem neuen Kaiser sehr skeptisch. Um seine Macht zu demonstrieren und sich auch den Rückhalt in der Bevölkerung zu sichern, musste ein großer militärischer Erfolg her. Vespasian war es ausgesprochen wichtig, den Grundstein für eine neue Dynastie zu legen. Er betraute seinen Sohn Titus mit der Niederschlagung des jüdischen Aufstandes in Judäa. Nach der Zerstörung Jerusalems und dem großen Triumphzug in Rom war sein Herrschaftsanspruch gesichert und die neue flavische Dynastie (siehe: Flavier) gegründet.

## Flavius Josephus
Die historischen Aussagen des Romans über den jüdischen Schriftsteller und Historiker Flavius Josephus sind größtenteils korrekt, nicht zuletzt, weil Feuchtwanger sich auch an den zahlreichen Aussagen des Josephus über sich selbst orientiert. Der junge Pharisäer machte sich tatsächlich auf eine Reise nach Rom, um (erfolgreich) für die Freigabe dreier gefangener jüdischer Priester einzutreten und organisierte, als Kommandant Galiläas, den jüdischen Aufstand mit, woraufhin er nach Eroberung der Festung Jotapata durch die Römer in deren Hände fiel. Danach prophezeite Josephus Vespasian zukünftige Kaiserwürden, wodurch er zum Leibeigenen und Glücksbringer des Feldherren wurde und somit sein Leben rettete. Als sich seine Prophezeiung schließlich erfüllte, war Josephus wieder ein freier Mann, welcher den jungen Feldherren Titus um 70 n. Chr. nach Jerusalem begleitete. Zum einen fungierte er hier als Chronist des Krieges, zum anderen auch als (erfolgloser) Unterhändler. Im Gegensatz zum Roman erhielt Josephus das Römische Bürgerrecht eigentlich erst nach dem Fall Jerusalems, gewissermaßen zum Dank. Am Ende des Romans beginnt Josef mit der Arbeit an Bellum Judaicum. Dies ist gewissermaßen das wichtigste Werk des Historikers, da es den jüdischen Krieg (66 n. Chr.–70 n. Chr.) sehr genau beschreibt und auch wenn es die Römer sehr positiv darstellt, doch trotzdem aus jüdischer Perspektive geschrieben ist. Josephus appelliert sogar an seine jüdische Leserschaft: „Gott ist jetzt in Italien“, deshalb steht er auf Seiten der Römer. Dies spiegelt auch die messianisch-apokalyptische Stimmung unter den Juden in der damaligen Zeit wider. All das ändert jedoch nichts daran, dass Josephus’ Werk von jüdischen Gelehrten bis ins 16. Jahrhundert hinein totgeschwiegen wurde und seine Idee des Kosmopolitismus erst Ende des 19. Jahrhunderts Beachtung fand. René Bloch geht sogar so weit,  dass Feuchtwanger wohl einer der Wenigen gewesen sei, der Josephus wirklich verstanden habe.
Die Idee des Weltbürgertums von der Verschmelzung östlicher und westlicher Kultur ist denn auch einer der wichtigsten Aspekte des Romans. Mit Josef zeigt Feuchtwanger das Scheitern des ersten Weltbürgers, seinen vergeblichen Versuch, eine vermittelnde Rolle im Konflikt zwischen Römern und Juden zu übernehmen. Entscheidend ist, dass Josef sich vom radikalen jüdischen Nationalismus abwendet, sich für die römische Kultur öffnet, ohne seine Wurzeln zu verleugnen. Er steht zu seinem Juden-, wie zu seinem Römertum, was ihm von Anfang an Skepsis und Hass beider Seiten einbringt. Josefs Ideal ist zum Scheitern verurteilt, weil er seiner Zeit damit weit voraus ist.

## Entstehungszeit des Romans
Lion Feuchtwanger schrieb Der jüdische Krieg Ende der 1920er, Anfang der 1930er Jahre. Aus diesem Grunde lassen sich auch viele Querbezüge zu der damaligen politischen Situation feststellen. Zum einen gibt es Parallelen zwischen dem Ende der Weimarer Republik und dem Anfang der flavischen Dynastie: die politischen Wirren des Vierkaiserjahres und die der niedergehenden Weimarer Republik; ein Aufblühen des jüdischen Nationalgefühls 66 n. Chr., wie es auch im Zionismus des 19. und 20. Jahrhunderts wiederzufinden ist (einschließlich eines Strebens nach politischer Unabhängigkeit, beziehungsweise eines eigenen Nationalstaates); die zerrütteten römischen Staatsfinanzen und die Deutsche Inflation 1914 bis 1923; und schlussendlich die zunehmende Macht des Militärs im Römischen Reich und der Weimarer Republik. Zum anderen reflektiert Feuchtwanger seine eigenen Erfahrungen mit (nationalsozialistischer) Diskriminierung und Außenseitertum. Feuchtwangers Roman ist in diesem Kontext auch eine fundierte Darstellung des Judentums, welche sowohl kosmopolitisches Denken, als auch zionistische Tendenzen innerhalb des in der Diaspora lebenden Volkes erklärt und somit auf ihre Weise der nationalsozialistischen Propaganda entgegentritt.

## Ausgaben
- Erstausgabe: Der jüdische Krieg. Propyläen-Verlag, Berlin 1932.
- Gesammelte Werke in Einzelbänden Bd. 2: Der jüdische Krieg. 2. Aufl. Aufbau, Berlin 1998, ISBN 3-351-01661-1.
- Einbändige Ausgabe der Trilogie: Der jüdische Krieg. Der Tag wird kommen. Die Söhne (Josephus Trilogie). Aufbau-Verlag Berlin und Weimar GmbH, 1998, 2. Auflage, ISBN 3-351-01755-3.
- Taschenbuch: Der jüdische Krieg. Aufbau Taschenbuch Verlag, Berlin 2002, ISBN 3-7466-5602-8.
- Neuauflage: Der jüdische Krieg. Fischer Taschenbuch Verlag, Frankfurt am Main 1982, ISBN 3-596-25707-7.